# Thought-terminating cliché
Thought-terminating cliché (”tankedödande klyscha”) syftar på ett uttryck som används för att undertrycka eller motverka kognitiv dissonans. Även om uttrycket i sig själv kan vara giltig i vissa kontexter (såsom folkvett) är det dess syfte att avfärda motsägande åsikter som gör den tankedödande (”thought-terminating”).
Termen populariserades av Robert Jay Lifton i boken Thought Reform and the Psychology of Totalism. I boken skriver Lifton:
The language of the totalist environment is characterized by the thought-terminating cliché. The most far-reaching and complex of human problems are compressed into brief, highly reductive, definitive-sounding phrases, easily memorized and easily expressed. These become the start and finish of any ideological analysis.
I George Orwells roman 1984 är det fiktiva konstruerade språket nyspråk, designat för att reducera språket helt till en arsenal av dylika klyschor. Detta för att människor inte längre ska kunna tänka själva. I Aldous Huxleys Du sköna nya värld använder samhället tankedödande klyschor mer konventionellt, tydligast i relation till drogen ”soma”. Det vanligaste användningsområdet är modifierade versioner av vardagliga fraser, såsom ”A doctor a day keeps the jim-jams away”.